# Lettonie aux Jeux olympiques d'hiver de 1998
La Lettonie participe aux Jeux olympiques d'hiver de 1998, organisés à Nagano au Japon. C'est sa sixième participation aux Jeux olympiques d'hiver. La délégation lettone, formée de 29 athlètes (21 hommes et 8 femmes), n'obtient pas de médaille.